# Bivacco Rosazza al Savoie
Il Bivacco Rosazza al Savoie (pron. fr. AFI: [savwa] - 2.674 m s.l.m.) si trova nell'alta Val Pellina nelle Alpi del Grand Combin (Alpi Pennine).

## Toponimo
.

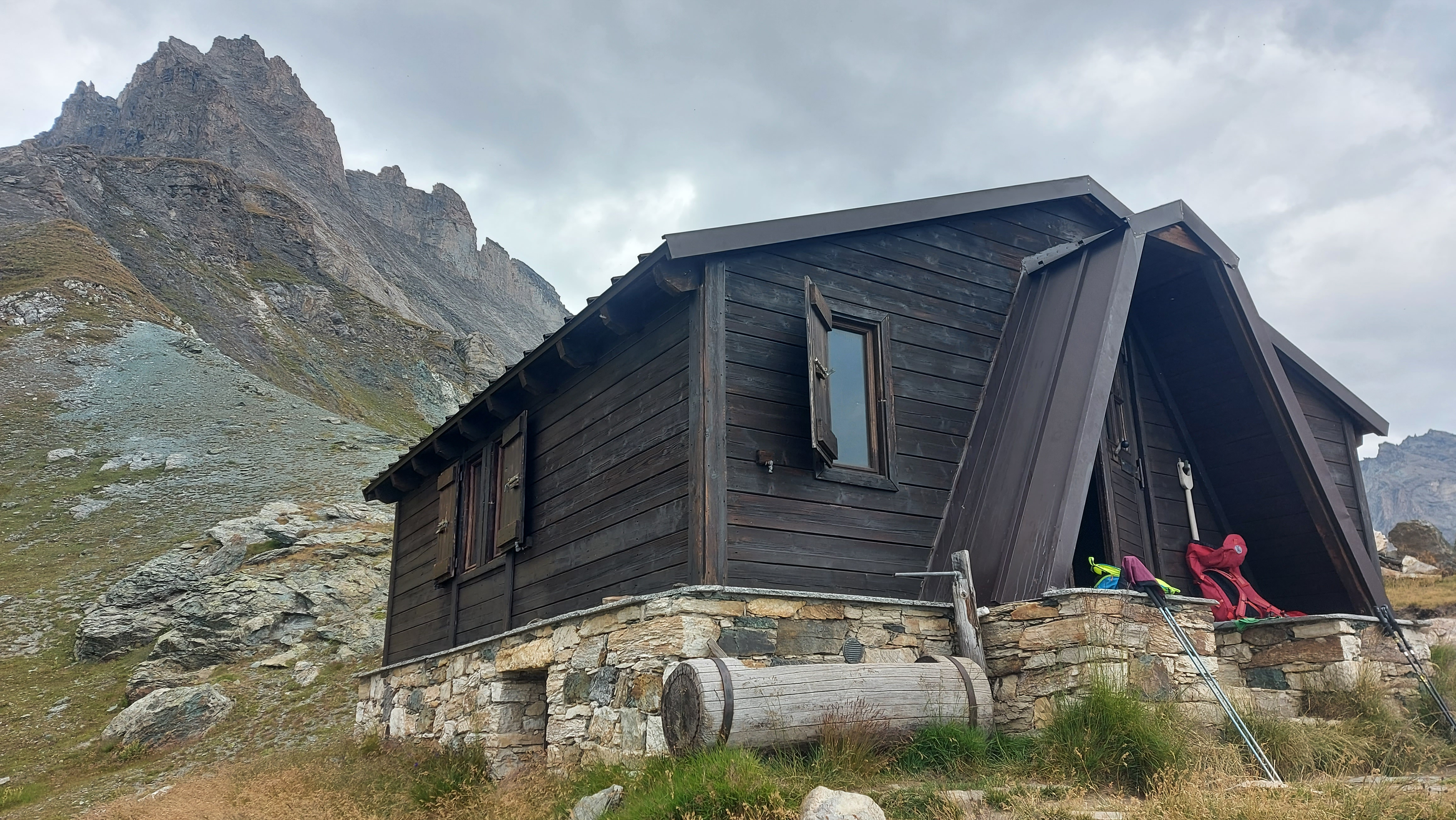
Immagine del bivacco

Il bivacco è intitolato a Maria Cristina Rosazza Gat, ragazza che è morta a 33 anni cadendo da una cascata di ghiaccio. Sostituisce il precedente bivacco che si chiamava Savoie (pron. [savwa]).

## Storia
Il precedente bivacco è stato smantellato nel 2003 ed è stato sostituito con l'attuale struttura.

## Accesso
L'accesso avviene da Glassier località di Ollomont. Di qui sono due i percorsi che conducono al bivacco ed il tempo necessario è di circa tre ore.

## Ascensioni
Il bivacco serve come punto di appoggio per la via normale italiana al monte Vélan che passa per il col de Valsorey.